# Appias nero
Appias nero – gatunek motyla z rodziny bielinkowatych.
Motyl o rozpiętości skrzydeł od 7 do 7,5 mm. Wierzch skrzydeł o jednolicie pomarańczowym tle z żółtym cieniowaniem przy krawędzi wewnętrznej skrzydła tylnego i czarnym użyłkowaniu skrzydła przedniego. Ponadto u samic skrzydła czarno obrzeżone, a tylna para z czarną przepaską. Wierzchołek przedniego skrzydła ostro zakończony.
Gąsienice żerują na kaparowatych takich jak Capparis, Drypetes i Pithecolobium, a imagines żywią się nektarem roślin drzewiastych.
Gatunek orientalny, rozsiedlony od północnych Indii po Indonezję, Filipiny i Tajwan.
Wyróżnia się podgatunki:
- Appias nero acuminata (Snellen, 1890)
- Appias nero baweanicus(Fruhstorfer, 1905)
- Appias nero chelidon (Fruhstorfer, 1905)
- Appias nero corazonae Schröder & Treadaway, 1989
- Appias nero domitia (C. & R. Felder, 1862)
- Appias nero fleminius Fruhstorfer, 1911
- Appias nero flavius Grose-Smith, 1892
- Appias nero nero (Fabricius, 1793)
- Appias nero neronis (Fruhstorfer, 1903)
- Appias nero palawanica Staudinger, 1889
- Appias nero pulonus (Fruhstorfer, 1906)
- Appias nero ramosa (Fruhstorfer, 1898)
- Appias nero soranus Fruhstorfer, 1910
- Appias nero tibericus Fruhstorfer, 1910
- Appias nero zamboanga (C. & R. Felder, 1862)